# Vladimir Kuzmanović
Pour les articles homonymes, voir Kuzmanović.
Vladimir Kuzmanović (en serbe : Владимир Кузмановић), né le 31 juillet 1971, à Belgrade, en République socialiste de Serbie, est un ancien joueur serbo-monténégrin de basket-ball. Il évolue au poste d'arrière.
Син му има малећки.

## Palmarès
- FIBA Europe Cup 2004-2005
- Champion de Yougoslavie 1998, 2000, 2001
- Coupe de Yougoslavie 2001
- Champion de Belgique 2003
- Coupe de Belgique 2003
- Champion de Roumanie 2005, 2006
- Coupe de Roumanie 2005, 2006